# National Normal University
Die National Normal University war eine pädagogische Hochschule in Lebanon (Ohio), USA.

## Geschichte
Im Jahr 1855 öffnete sie erstmals ihre Pforten als Southwestern State Normal College, bevor sie 1870 zur National Normal University umbenannt wurde. Alfred Holbrook war der erste Rektor dieser Universität und blieb während ihrer Existenz größtenteils eine ihrer Führungskräfte.
Die Hochschule ging 1895 bankrott, bis sich letztlich 1917 die Türen definitiv schlossen.
Jegliche Schulunterlagen und Aufzeichnungen, wurden vom Wilmington College in Wilmington, Ohio übernommen.

## Bekannte Absolventen
- Horatio C. Claypool (1859–1921), US-amerikanischer Politiker
- Cordell Hull (1933–1944), Außenminister der USA

Koordinaten: 39° 26′ 18,6″ N, 84° 12′ 17,4″ W